# Ommatokoita elongata
Ommatokoita elongata is een eenoogkreeftjessoort uit de familie van de Lernaeopodidae. De wetenschappelijke naam van de soort is voor het eerst geldig gepubliceerd in 1827 door Grant.